# Ogcodes coffeatus
Ogcodes coffeatus este o specie de muște din genul Ogcodes, familia Acroceridae, descrisă de Speiser în anul 1920. Conform Catalogue of Life specia Ogcodes coffeatus nu are subspecii cunoscute.